# Radio Paradiso
Pour les articles homonymes, voir Paradiso (homonymie).
Radio Paradiso est une station de radio locale privée implantée à Berlin, à Francfort-sur-l'Oder et dans le nord de l'Allemagne.
Radio Paradiso est une station de radio chrétienne évangélique qui appartient à 26 membres moraux : Églises, diaconies et personnes individuelles. Radio Paradiso Verwaltungs GmbH lui est complémentaire.

## Histoire
Radio Paradiso diffuse à Berlin depuis 1997. Un studio régional est installé depuis 2006 à Francfort-sur-l'Oder.
En 2007, elle acquiert une fréquence à Eisenhüttenstadt. Depuis le 15 septembre 2015, Radio Paradiso émet sur une fréquence à Ahrenshoop. De plus, une fréquence FM est ajoutée le 25 novembre 2015 à Rostock. En outre, Radio Paradiso démarre ses opérations analogiques-terrestres à Schwerin et, depuis le 19 mai 2016, une fréquence est active à Stralsund.
Une version régionale de la station dans le nord de l'Allemagne est diffusée depuis un studio de Schwerin, qui remplace également la précédente, à Hambourg, sur le programme berlinois transmis par DAB+.
En avril 2017, Verlag Herder prend une participation dans Radio Paradiso.

## Programme
Le groupe cible est âgé entre 30 et 49 ans. Radio Paradiso conçoit trois programmes : 98.2 Radio Paradiso à Berlin, Radio Paradiso Brandenburg à Francfort-sur-l'Oder, Eisenhüttenstadt et Guben et Radio Paradiso Nord à Hambourg, Ahrenshoop, Rostock, Schwerin et Stralsund.

### Source de la traduction
- (de) Cet article est partiellement ou en totalité issu de l’article de Wikipédia en allemand intitulé « Radio Paradiso » (voir la liste des auteurs).